# Mateusz Kus
Mateusz Kus (ur. 14 lipca 1987 w Piekarach Śląskich) – polski piłkarz ręczny, obrotowy, od 2020 zawodnik MKS Kalisz.
Reprezentant Polski, uczestnik igrzysk olimpijskich w Rio de Janeiro (2016). Zwycięzca Ligi Mistrzów w sezonie 2015/2016 w barwach Vive Kielce.

## Kariera sportowa
Wychowanek Olimpii Piekary Śląskie, w której barwach zadebiutował w sezonie 2004/2005 w Ekstraklasie. W latach 2008–2015 był zawodnikiem Azotów-Puławy, z którymi w sezonie 2014/2015 zdobył brązowy medal mistrzostw Polski (w sezonie tym rozegrał w Superlidze 30 meczów i rzucił 65 bramek). Będąc graczem Azotów, występował również w latach 2010–2015 w rozgrywkach Challenge Cup, w których zdobył 50 goli.
W 2015 przeszedł do Vive Kielce, z którym podpisał dwuletni kontrakt. W sezonie 2015/2016 zdobył z kielecką drużyną mistrzostwo Polski i Puchar Polski, a także wygrał Ligę Mistrzów, w której rozegrał 17 spotkań i rzucił dwie bramki (obie w fazie grupowej). W 2016 zajął 3. miejsce w Super Globe w Katarze, podczas którego wystąpił w trzech meczach, zdobywając trzy gole. W sezonie 2016/2017 po raz drugi sięgnął po złoty medal mistrzostw Polski (w Superlidze rozegrał 29 spotkań i rzucił 36 bramek) i Puchar Polski, natomiast w Lidze Mistrzów, w której zdobył 16 goli, dotarł ze swoim zespołem do 1/8 finału. W marcu 2017 przedłużył umowę z Vive Kielce o rok. W sezonie 2017/2018 wywalczył ze swoim zespołem trzecie mistrzostwo Polski (w Superlidze rozegrał 32 mecze i rzucił 66 bramek) i trzeci Puchar Polski. Ponadto wystąpił w 17 spotkaniach Ligi Mistrzów, w których zdobył siedem goli.
W lipcu 2018 został zawodnikiem ukraińskiego Motoru Zaporoże, z którym podpisał dwuletnią umowę.
Występował w młodzieżowej reprezentacji Polski. W kadrze seniorskiej zadebiutował 8 kwietnia 2016 w wygranym meczu z Macedonią (25:20). Pierwszą bramkę w barwach narodowych rzucił dwa dni później w wygranym spotkaniu z Tunezją (28:24). W sierpniu 2016 uczestniczył w igrzyskach olimpijskich w Rio de Janeiro (4. miejsce), w których rozegrał osiem meczów i zdobył jednego gola w spotkaniu półfinałowym z Danią (28:29). Znalazł się w szerokiej kadrze na mistrzostwa świata we Francji (2017), jednak nie wziął udziału w tym turnieju. Po raz ostatni zagrał w reprezentacji w maju 2017 w eliminacjach do mistrzostw Europy.

## Życie prywatne
Żonaty z Karoliną, ma córkę Michalinę. W czerwcu 2018 obronił pracę magisterską na Wydziale Wychowania Fizycznego i Turystyki Wszechnicy Świętokrzyskiej w Kielcach.

## Sukcesy
Vive Kielce
- Liga Mistrzów: 2015/2016
- 3. miejsce w Super Globe: 2016
- Mistrzostwo Polski: 2015/2016, 2016/2017, 2017/2018
- Puchar Polski: 2015/2016, 2016/2017, 2017/2018